# 白头金足草
白头金足草（学名：Strobilanthes leucocephala）为爵床科紫云菜属的植物，是中国的特有植物。分布在中国大陆的云南等地，生长于海拔540米至1,400米的地区，多生长在山谷以及溪边常绿丛林中，目前尚未由人工引种栽培。